# Foce di Cardeto
Il valico di Foce di Cardeto si trova in Toscana, in Provincia di Lucca, nel versante garfagnino della catena delle Alpi Apuane, nel Subappennino toscano, all'interno del Parco naturale regionale delle Alpi Apuane, ed ha la forma di una stretta insellatura rocciosa, a 1680 metri sul livello del mare, incisa tra la gobba del Monte Cavallo, alto 1888 metri s.l.m.  ed il Pizzo Altare, il più meridionale dei due Zucchi di Cardeto facenti parte del massiccio del Monte Pisanino che è alto metri 1947 s.l.m. 
L'aerea cresta rocciosa in cui è intagliata la Foce di Cardeto separa la Valle dell'Acqua Bianca dalla valle ad U chiamata Val Serenaia, ma conosciuta anche come Orto di Donna. La zona ha importanza sotto l'aspetto ambientale e paesaggistico per le specie animali e vegetali che vi dimorano e per lo spettacolo offerto dalle valli circostanti, orlate dalle vette più elevate della catena apuana. Ha importanza altresì per le numerose esplorazioni speleologiche che hanno individuato molte grotte. Dalle testate delle due valli suddette, separate dalla cresta in cui si apre la Foce di Cardeto,  hanno origine i principali torrenti che vanno a formare il Lago di Gramolazzo ed il fiume Serchio: il torrente Serchio di Gramolazzo ed il torrente dell'Acqua Bianca.
Alcune zone piuttosto vicine alla Foce di Cardeto ed alla Val Serenaia sono state devastate dai gradoni e dai ravaneti, enormi masse di detriti di scarto prodotti dalla coltivazione delle vicine cave di marmo, oggetto di una dura battaglia da parte del movimento No Cav.

## Accessi
La Foce di Cardeto è un importante crocevia per i sentieri del Club Alpino Italiano e di trekking in generale della catena apuana settentrionale: si può raggiungere con gli autoveicoli da Piazza al Serchio, in Garfaganana, seguendo poi le indicazioni per il bacino del Gramolazzo e quindi per Orto di Donna-Val Serenaia. Lasciato il veicolo presso il Rifugio Donegani, gestito dal C.A.I. di Lucca,  si prosegue salendo su per un sentiero del C.A.I.  che attraversa un bosco di faggi e in un'ora e mezzo si giunge alla meta.
Dalla Foce di Cardeto passa il sentiero che conduce al Passo della Focolaccia, dove sorge il Rifugio Aronte, recentemente ristrutturato, nonché alla vicina cuspide rocciosa denominata Punta Carina, frequentata da alpinisti provetti. Passa inoltre un sentiero che, attraversati i fianchi dei ripidi Zucchi di Cardeto, conduce alla cima del Monte Pisanino, nonché un sentiero che porta verso la vetta del Monte Cavallo e del Monte Contrario.
Alla Foce di Cardeto si può arrivare anche da Resceto,  sul versante rivolto verso la Versilia ed il mare, continuando sulla carreggiabile e lasciando poi sulla sua destra l'antica Via Vandelli  per giungere al Passo del Monte Tambura;  si risale quindi una ripida lizza fino al Rifugio Aronte ed al Passo della Focolaccia e si prosegue infine fino alla suddetta Foce.

## Aspetti geologici
La conca della Val Serenaia-Orto di Donna, è delimitata da varie montagne che le fanno corona: il Monte Pisanino, gli Zucchi di Cardeto, la Foce di Cardeto, il Monte Cavallo, il Monte Grondilice ed il Pizzo d'Uccello. Per la varietà del patrimonio geologico esistente, la valle è uno dei più importanti geositi delle Api Apuane, dato che è ricca di strutture geologiche che testimoniano la genesi e l'evoluzione della catena apuana: sono presenti le forme ed i depositi della glaciazione würmiana e del successivo ritiro dei ghiacci.  In particolare, il ghiacciaio del Gramolazzo era il più vasto delle Alpi Apuane: nasceva dalle lingue glaciali provenienti dal Monte Pisanino e dal bacino di accumulo di Orto di Donna - Val Serenaia. La lingua del ghiacciaio raggiungeva l'altezza dell'attuale ed omonimo centro abitato, che si trova a 600 m di quota. Sotto il Monte Cavallo e sotto il Monte Grondilice vi erano due grandi circhi glaciali. In varie zone della valle si possono osservare le rocce montonate, recanti profonde striature, per effetto di processi di abrasione causati dai blocchi sospinti dal ghiacciaio. 
Nella Valle, che ha un tipico profilo ad U, i fiumi hanno spesso cancellato durante la fase postglaciale i depositi glaciali che quindi affiorano poco. Tuttavia, importanti depositi morenici, rappresentati da tre cordoni, si possono osservare nella parte bassa della valle di Gramolazzo.
Sovrapposte alle forme glaciali, si osservano spesso anche quelle tipiche delle aree carsiche. Sotto il Monte Grondilice, nonché a Nord Ovest del Monte Cavallo si vedono numerose doline a ciotola, a pozzo e ad imbuto. Ovunque s'incontrano crepacci, campi solcati, vallette pensili, solchi a doccia e scannellature. Proprio accanto alla Foce di Cardeto, presso gli Zucchi di Cardeto, sono presenti grandi blocchi di diaspro precipitati a causa di frane da crollo.
Nel passato la Val Serenaia non presentava grande interesse per gli speleologi. Ma all'improvviso, nel 1994, tutto cambiò. Nei calcari selciferi che affiorano im molte zone un fungaio di Gorfigliano scoprì, sul versante Est della valle,  l'entrata di una grotta; informò degli speleologi modenesi cosicché venne esplorata la grandissima Buca del Pannè, con saloni vasti come quelli dell'Antro del Corchia, gallerie larghe 15 metri, tantissimi corsi d'acqua ed una cascata alta 90 metri, denominata Pozzo Angel. In pochi anni le esplorazioni speleologiche e le scoperte si susseguirono. Si scoprì che la Buca del Pannè, la Buca dei Faggi e l'MC5 erano tre grandi grotte facenti parte di un gigantesco complesso, profondo ben 600 metri,  ramificato per più di 5000 metri. Nel 1999, a 1720 metri s.l.m., fu scoperta la Buca del Canneggiatore.  All'inizio del terzo millennio, le esplorazioni speleologiche si spostarono sul versante Ovest della Val Serenaia e vennero individuate altre grotte: la Buca Libre, la Tuttelame. Nella parte Sud fu trovato il quarto ingresso del complesso del Pannè e scoperta la grotta più profonda della Valle, nella fascia dei marmi: la Buca Nuova. Questa grotta è caratterizzata da un abisso alto 700 metri che si allontana moltissimo in orizzontale,  fino a raggiungere un punto che si trova sotto la perpendicolare del Passo Giovo: è fatta di meandri, pozzi, fiumi sotterranei. Più di recente è stata scoperta un'altra grotta, chiamata Sa Cavatorre.